# Boarmia leptodesma
Boarmia leptodesma är en fjärilsart som beskrevs av Edward Meyrick 1892. Boarmia leptodesma ingår i släktet Boarmia och familjen mätare. Inga underarter finns listade i Catalogue of Life.